# 1160
| [ Edytuj tabelę ]          | |
| Książę Małopolski          | - 1146 Bolesław IV Kędzierzawy 1173                                                                |
| Książę Wielkopolski        | - 1138 Mieszko III Stary 1177                                                                      |
| Król Angkoru               | - 1150 Dharanindrawarman II 1160 - 1160 Jaszowarman II 1165                                        |
| Król Anglii                | - 1154 Henryk II 1189                                                                              |
| Król Aragonii              | - 1137 Petronela Aragońska 1164                                                                    |
| Hrabia Barcelony           | - 1131 Rajmund Berengar IV Święty 1162                                                             |
| Książę Bawarii             | - 1156 Henryk XII Lew 1180                                                                         |
| Margrabia Brandenburgii    | - 1144 Albrecht Niedźwiedź 1170                                                                    |
| Książę Burgundii           | - 1143 Eudes II 1162                                                                               |
| Cesarz Bizancjum           | - 1143 Manuel I Komnen 1180                                                                        |
| Cesarz Chin                | - 1127 Song Gaozong 1162                                                                           |
| Książę Czech               | - 1140 Władysław II 1172                                                                           |
| Król Danii                 | - 1157 Waldemar I Wielki 1182                                                                      |
| Władca Egiptu              | - 1154 Al-Fa’iz 1160 - 1160 Al-Adid 1171                                                           |
| Król Francji               | - 1137 Ludwik VII Młody 1180                                                                       |
| Król Gruzji                | - 1156 Jerzy III 1184                                                                              |
| Hrabia Holandii            | - 1157 Floris III 1190                                                                             |
| Cesarz Japonii             | - 1158 Nijō 1165                                                                                   |
| Kalif                      | - 1136 Al-Muqtafi 1160 - 1160 Al-Mustandżid 1170                                                   |
| Król Kastylii              | - 1158 Alfons VIII Szlachetny 1214                                                                 |
| Wielki książę Kijowa       | - 1159 Rościsław I Michał 1167                                                                     |
| Patriarcha Konstantynopola | - 1156 Łukasz Chryzoberges 1169                                                                    |
| Władca Korei               | - 1146 Ŭijong 1170                                                                                 |
| Król Leónu                 | - 1157 Ferdynand II 1188                                                                           |
| Kalif Maroka               | - 1147 Abd al-Mumin 1163                                                                           |
| Król Nawarry               | - 1150 Sancho VI 1194                                                                              |
| Król Norwegii              | - 1136 Inge I Garbaty 1161 - 1157 Haakon II Barczysty 1162                                         |
| Książę Obodrzyców          | - 1131 Niklot 1160                                                                                 |
| Hrabia Palatynatu          | - 1155 Konrad Hohenstauf 1195                                                                      |
| Papież                     | - 1159 Aleksander III 1181 - 1159 antypapież Wiktor IV (Ottaviano) 1164                            |
| Król Portugalii            | - 1139 Alfons I 1185                                                                               |
| Sułtan Rumu                | - 1156 Kilidż Arslan II 1192                                                                       |
| Książę Rusi halickiej      | - 1153 Jarosław Ośmiomysł 1187                                                                     |
| Cesarz Rzymski (niemiecki) | - 1155 Fryderyk I Barbarossa 1190                                                                  |
| Książę Saksonii            | - 1142 Henryk Lew 1180                                                                             |
| Król Szkocji               | - 1153 Malcolm IV 1165                                                                             |
| Król Szwecji               | - 1155 Karol Sverkersson 1167 - 1156 Eryk IX Święty Jedvardsson 1160 - 1160 Magnus Henriksson 1161 |
| Doża Wenecji               | - 1156 Vitale II Michiel 1172                                                                      |
| Król Węgier                | - 1141 Gejza II 1161                                                                               |

Rok 1160 / MCLX
stulecia: XI wiek ~
XII wiek ~
XIII wiek

lata: 1150 «
1155 «
1156 «
1157 «
1158 «
1159 «
1160
» 1161
» 1162
» 1163
» 1164
» 1165
» 1170

## Wydarzenia na świecie
- 18 maja – król Szwecji Eryk IX został zamordowany koło Uppsali.
- 13 listopada – król Francji Ludwik VII ożenił się z Adelą z Szampanii.
- Henryk Lew, książę saski podbił państwo Obodrytów[1].

## Urodzili się
- 4 października – Alicja, francuska księżniczka, hrabina Vexin (zm. 1220)

Dokładna data nie jest znana:
- Szymon IV de Montfort, francuski możnowładca, uczestnik IV krucjaty, przywódca krucjaty przeciwko albigensom (zm. 1218)
- Wincenty Kadłubek, polski kronikarz, duchowny katolicki, biskup krakowski (ur. po 1150 lub ok. 1160, zm. 1223)

## Zmarli
- 16 stycznia – Herman III, margrabia Badenii (ur. ok. 1105)
- 16 maja – Ubald z Gubbio, biskup Gubbio, święty katolicki (ur. ok. 1083)
- 4 października – Konstancja Kastylijska, córka Alfonsa VII Imperatora, królowa Francji, żona króla Ludwika VII (ur. ok. 1136)
- data dzienna nieznana: 
  - Eryk IX zwany Świętym lub Jedvardssonem, król szwedzki, w latach 1153–1160 (ur. ?)[1].
  - Niklot, książę obodrycki (1131-1160), ginie w bitwie pod Orłem (ur. ?)